# Walter (đô vật)
Walter Hahn (sinh ngày 20 tháng 8 năm 1987), là một huấn luyện viên và đô vật chuyên nghiệp người Áo. Anh hiện đang thi đấu cho World Wrestling Entertainment (WWE) Nơi anh biểu diễn trên thương hiệu Raw dưới tên võ đài Gunther , và hiện tại đang là nhà vô địch WWE World Heavyweight Championship trong lần đầu tiên anh giữ đai. Anh là đương kim King of the Ring 2024 , và là cựu vô địch WWE Intercontinental Championship lần đầu tiên và giữ đai này lâu nhất. Trước khi lên Raw anh từng thi đấu ở thương hiệu NXT UK, và là cựu vô địch NXT United Kingdom Championship trong lần đầu anh giành đai, đồng thời cũng là người giữ đai này lâu nhất. Anh còn là lãnh đạo nhóm Imperium (gồm Marcel Barthel và Fabian Aichner).
Hahn thi đấu cho một số công ty quảng bá đấu vật chuyên nghiệp khắp thế giới, đáng chú ý là Westside Xtreme Wrestling, nơi anh giành đai WXW Unified World Wrestling Championship, và Pro Wrestling Guerrilla (PWG), nơi anh từng giữ đai Progress Unified World Championship. Anh trở nên nổi tiếng khắp các chương trình quảng bá đấu vật chuyên nghiệp khác nhau nhờ những đòn đánh cứng rắn mà anh dùng trong các trận đấu. Ngoài ra, Walter cũng năm lần vô địch thế giới trong đấu vật.

## Sự nghiệp đấu vật chuyên nghiệp

### Westside Xtreme Wrestling (2007—nay)
Walter ra mắt Westside Xtreme Wrestling ngày 4 tháng 5 năm 2007, trong một trận đấu gồm có các đô vật Atsushi Aoki, Adam Polak và Tengkwa tại giải 16 Carat Gold Tournament. Anh 
đánh bại Zack Saber, Jr. và giành đai wXw Unified World Wrestling Championship vào ngày 2 tháng 10 năm 2010 tại Oberhausen, Đức. Anh để mất đai vào tay Daisuke Sekimoto vào ngày 15 tháng 1 năm 2011, nhưng đã giành lại đai vào cuối năm đó — ngày 2 tháng 5 năm 2011, tại Big Japan Pro Wrestling ở Tokyo, Nhật Bản. Anh giữ đai này trong 383 ngày, trước khi để mất nó vào tay El Generico vào ngày 19 tháng 5 năm 2012. Vào đầu tháng 5 năm 2012, Big van Walter bị Yoshihito Sasaki đánh bại để giành đai BJW World Strong Heavyweight Championship, tại Yokohama, Nhật Bản. Anh giành lại đai lần thứ ba vào ngày 27 tháng 7 năm 2014, đánh bại Tommy End tại Fans Appreciation Night, nhưng thua trước Karsten Beck vào ngày 17 tháng 1 năm 2015.

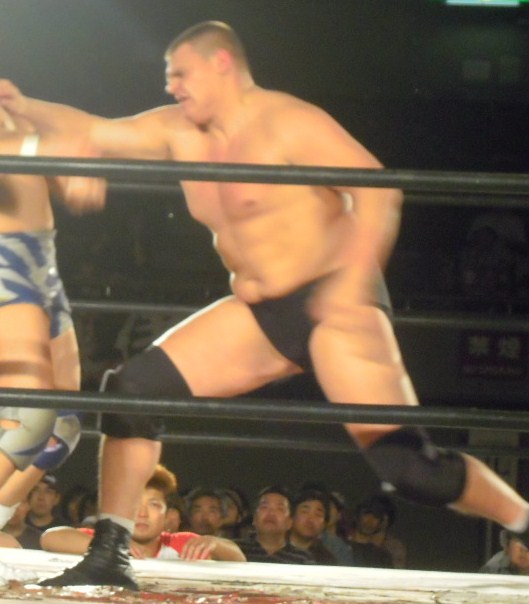
Walter vào năm 2012

Walter và đồng đội Robert Dreissker đánh bại RockSkillet (Jay Skillet và Jonathan Gresham) để giành đai wXw World Tag Team Championship tại 16 Carat Gold ngày 3 tháng 3 năm 2013. Sau đó, họ để mất đai tại Hamburg, Đức vào tay Hot and Spicy (Axel  Dieter Jr. và Da Mack). Anh đã hợp tác với Zack Saber, Jr. để giành đai WXw World Tag Team Championship lúc đó đang bỏ trống trống vào ngày 4 tháng 10 năm 2015 trong trận chung kết giải 2015 World Tag Team Tournament, nhưng đã bỏ đai tại WXw Fifteen Anniversary Show vào ngày 12 tháng 12 năm 2015, thua trước Cerebrus (Ilja  Dragunov và Robert Dreissker). Bạn đồng nghiệp cùng tuổi với Walter và Ringkampf, Timothy Thatcher, đã đánh bại Massive Product (David Starr và Jurn Simmons) để giành đai wXw World Tag Team Championship trong trận chung kết của Giải wXw World Tag Team League 2017 ngày 8 tháng 10 năm 2017. Vào ngày 11 tháng 3, Walter và Thatcher để mất đai wXw vào tay Da Mack và John Klinger.
Anh là người huấn luyện tại wXw Wrestling Academy cho đến đầu năm 2020.

### Progress Wrestling (2015-2019)
Vào ngày 24 tháng 5 năm 2015, Walter ra mắt với tư cách là Big Daddy Walter tại Progress Wrestling trong giải 2015 Super Strong Style 16 Tournamen tại Electric Ballroom ở London, thua Rampage Brown ở vòng đầu tiên. Hai người gặp lại nhau sau đó vào năm 2015 tại Chương 23: What A Time To Be Alive! trong một trận đấu đáng chú ý vì chiếc nhẫn bị vỡ sau khi Brown bị đánh vào góc. Anh lại tham gia Super Strong Style 16 Tournament vào năm 2016, vào vòng tứ kết trước khi bị loại bởi Chris Hero.
Walter tham gia giải đấu để xác định người giành đai Progress Atlas Championship lần đầu tiên vào năm 2016 nhưng anh đã kết thúc giải đấu với 2 điểm. Tại Chương 47, Ringkampf (Walter, Axel Dieter Jr. và Timothy Thatcher) đã thách đấu British Strong Style (Pete Dunne, Trent Seven và Tyler Bate) cho các đai của họ, trong trận six-man tag team match, thách đấu không thành công. Anh đã đánh bại Matt Riddle để giành đai Progress Atlas Championship ở Chương 51: Screaming For Progress at the O2 Academy Birmingham. Anh để mất đai vào tay Riddle hơn một tháng sau đó tại Progress card ở Thành phố New York, nhưng đã giành lại đai ở Chương 55: Chase The Sun at Alexandra Palace trong trận Three Way match có sự tham gia của Matt Riddle và Timothy Thatcher. Tại Chương 68: Super Strong Style 16 Tournament Edition 2018, Walter đã bỏ đai Atlas để theo đuổi đai PROGRESS world title, do Travis Banks giữ.  Ở chương 74: Mid Week Matters, anh đánh bại Banks để giành được đai.
Trong phiên bản Super Strong Style 16 năm 2019, Walter đánh bại Trent Seven trong trận title vs title match giành đai Progress Atlas Unified Championship của Seven. Tại chương 95: Still Chasing, Walter mất đai Progress Unified Atlas Championship khi Eddie Denis cashed thành công để giành đai bằng cách đánh bại Mark Andrews tại Chương 76. Đây là trận triple threat match cũng có sự tham gia của David Starr.

### Evolve (2017-2019)
Walter ra mắt trong Evolve tại Evolve 90 vào ngày 11 tháng 8 năm 2017 ở Joppa, Maryland, bảo vệ đai Progress Atlas Championship trước Fred Yehi.
Walter đã thách đấu không thành công cho đai WWN Championship vào đêm tiếp theo tại Evolve 91. Tại Thành phố New York trong trận Four Way match có sự tham gia của Matt Riddle, Keith Lee và Tracy Williams.  Anh lại thực hiện một thử thách không thành công cho đai WWN Championship vào ngày 9 tháng 12 năm 2017 khi bị Lee đánh bại tại Evolve 96 ở Thành phố New York.

### Pro Wrestling Guerrilla (2017-2018)

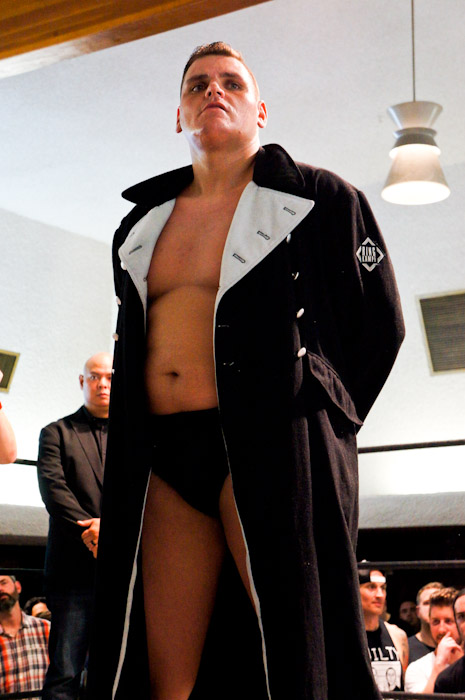
Walter tại 2017 Battle of Los Angeles

Walter ra mắt tại Pro Wrestling Guerrilla (PWG) bằng cách tham gia giải đấu Battle of Los Angeles 2017, nơi anh bị loại bởi người cuối cùng Keith Lee ở vòng mở màn. Sau đó anh bị đánh bại bởi Ricochet tại All Star Weekend 13 - Night One. Ngày hôm sau, anh có chiến thắng PWG đầu tiên khi đánh bại Zack Saber Jr trong một trận đấu được Dave Meltzer đánh giá năm sao trong Wrestling Observer Newsletter.
Vào tháng 1 năm 2018, Walter đã thách đấu không thành công cho đai PWG World Tag Team Championship với đối tác là Ringkampf là Timothy Thatcher, để thua người bảo vệ Chosen Bros (Jeff Cobb và Matt Riddle).  Vào ngày 21 tháng 4 năm 2018, Walter đánh bại người giữ đai Keith Lee và Jonah Rock trong trận three-way match để giành đai PWG World Championship. Walter sau đó đã mất đai vào tay Jeff Cobb vào ngày 19 tháng 10.

### Defiant Wrestling (2018)
Đã có thông báo rằng Walter sẽ được thêm vào trận Defiant Internet Championship của David Starr với Travis Banks tại Lights Out. Tuy nhiên Banks đã không thi đấu do chấn thương bàn chân.  Thay vào đó, Walter sau đó đánh bại Starr để trở thành Người cạnh tranh số 1 cho danh hiệu Banks, kết thúc với tỷ số hòa No Regrets. Vào ngày 2 tháng 6, Walter đánh bại Banks và Zack Saber Jr. để đai Internet Defiant Championship. Vào ngày 30 tháng 12 năm 2018, Walter mất đai vào tay Martin Kirby.

### WWE (2019-nay)
Vào ngày 12 tháng 1 năm 2019 tại NXT UK TakeOver: Blackpool, Walter đã ra mắt tại WWE bằng cách đối đầu với người giữ đai WWE United Kingdom Champion Pete Dunne sau màn bảo vệ đai thành công của Dunne.
Tuần sau, Walter đối đầu với Pete Dunne và Joe Coffey trên võ đài.  Mặc dù không nói gì nhưng anh đã thể hiện ý định của mình cho đai WWE UK của Dunne khá rõ ràng. Vào ngày 2 tháng 2 năm 2019 tại NXT UK, Walter đã có trận ra mắt trước Jack Starz.  Anh đánh bại Starz trong vòng chưa đầy bốn phút. Tại NXT TakeOver: New York, Walter đã đánh bại Dunne để giành đai United Kingdom Championship, kết thúc 685 ngày giữ đai của Dunne.

#### Giữ đai NXT UK Championship lâu nhất (2019-nay)
Vào ngày 22 tháng 5 tại NXT UK, Walter đã giành chiến thắng trong trận tại United Kingdom Championship với Dunne, sau sự can thiệp của European Union (Fabian Aichner và Marcel Barthel), do đó tự xác lập mình như một nhân vật phản diện và tái hợp Ringkampf dưới quyền mới  tên Imperium. Phe này sau đó sẽ được tham gia bởi Alexander Wolfe, sau khi anh can thiệp vào một trận đấu giữa Imperium chống lại British Strong Style (đội của Dunne, Tyler Bate và Trent Seven).  Vào ngày 26 tháng 6 tại NXT UK, Walter vẫn giữ được đai của mình trước Travis Banks.  Vào ngày 3 tháng 7, Imperium can thiệp vào trận tranh đai của Mustache Mountain với Grizzled Young Veterans, do đó khiến Grizzled Young Veterans vẫn giữ được đai của mình.  Sau trận đấu, họ đã khiến Tyler Bate bị thương.  Vào ngày 31 tháng 8 tại NXT UK TakeOver: Cardiff, Walter đã giành được đai của mình trước Tyler Bate.  Trận đấu được hoan nghênh nhiệt liệt.
Trong quá trình xây dựng sự kiện đồng thương hiệu NXT UK và NXT, Worlds Collide, Imperium bắt đầu thù hận với The Undisputed Era (Nhà vô địch NXT Adam Cole, Roderick Strong và NXT Tag Team Champions Bobby Fish và Kyle O'Reilly), được tăng cường hơn nữa trong những sự kết thúc tại NXT UK TakeOver: Blackpool II vào ngày 12 tháng 1 năm 2020, khi nhóm tấn công Imperium sau khi Walter bảo vệ đai thành công trước Joe Coffey. Trong thời gian trị vì của anh vào tuần sau, WWE United Kingdom Championship được đổi tên thành NXT United Kingdom Championship và anh đã được giới thiệu với một thiết kế đai được cập nhật một chút, thay thế logo WWE ở trung tâm bằng logo NXT UK. Vào ngày 29 tháng 10 tại NXT UK, Walter đã giữ đai trong trận đấu với Ilja Dragunov trong một trận đấu khác được đánh giá cao.  Vào ngày 14 tháng 1 tại NXT UK, Walter đối mặt với A-Kid để giành đai United Kingdom Title Championship của mình và giữ lại đai. Vào ngày 19 tháng 2 năm 2021, Walter trở thành người giữ đai lâu nhất tại NXT United Kingdom Championship, phá kỷ lục 685 ngày của Pete Dunne, đưa Walter trở thành nhà vô địch trị vì lâu nhất trong lịch sử WWE kể từ năm 1988. Vào ngày 17 tháng 3 tại NXT, Walter trở lại NXT và tấn công Tommaso Ciampa. Có thông báo rằng tại NXT TakeOver: Stand & Deliver đêm 1, Walter đã bảo vệ đai NXT United Kingdom Championship của mình trước Ciampa và được giữ lại.  Vào ngày 24 tháng 3 tại NXT, Walter đánh bại Drake Maverick. Vào ngày 5 tháng 4, đai của anh đã vượt mốc 2 năm.  2 ngày sau tại NXT Takeover: Stand & Deliver, Walter vẫn giữ đai trước Ciampa. Ngày hôm sau, trên NXT UK Prelude, Walter sẽ bảo vệ thành công đai của mình trước Rampage Brown.

## Chức vô địch và danh hiệu
- CBS Sports
  - Match of the Year (2020) vs. Ilja Dragunov[48]
- Defiant Wrestling
  - Defiant Internet Championship (1 lần)[49]
- European Wrestling Promotion
  - EWP Tag Team Championship (1 lần) – with Michael Kovac[50]
- Fight Club: PRO
  - Infinity Trophy (2018)[51]
- German Stampede Wrestling
  - GSW Tag Team Championship (1 lần) – với Robert Dreissker (The AUTsiders)[52]
- Over the Top Wrestling
  - OTT Championship (1 lần)[53]
- Progress Wrestling
  - Progress Atlas Championship (3 lần)[54]
  - Progress Unified World Championship (1 lần)[55]
- Pro Wrestling Fighters
  - PWF Nordeuropäische Wrestling Meisterschaft Championship (1 lần)[56]
- Pro Wrestling Guerrilla
  - PWG World Championship (1 lần)[57]
- Pro Wrestling Illustrated
  - Ranked No. 14 of the top 500 singles wrestlers in the PWI 500 in 2019[58]
- Rings of Europe
  - 20 người đàn ông Halloween (2006)[59]
  - RoE King of Europe #1 Contenders Championship Tournament (2007)[60]
- Westside Xtreme Wrestling
  - wXw Unified World Wrestling Championship (3 lần)[61]
  - wXw World Tag Team Championship (4 lần)[62] – với Ilja Dragunov (1), Robert Dreissker (1), Timothy Thatcher (1), and Zack Sabre Jr. (1)
  - wXw 16 Carat Gold Tournament (2010)[63]
  - wXw World Tag Team Tournament (2015) – with Zack Sabre Jr.[64]
  - World Tag Team League (2017) – with Timothy Thatcher[65]
  - Ambition 11 Tournament (2019)[66]
- Wrestling Observer Newsletter
  - Europe MVP (2018-2020)[67][68][69][70]
- WWE
  - NXT United Kingdom Championship (1 lần, nay)[71][72][a]

- - King Of The Ring

- - World Heavyweight  Championship (1 lần, nay)